# Maxglan

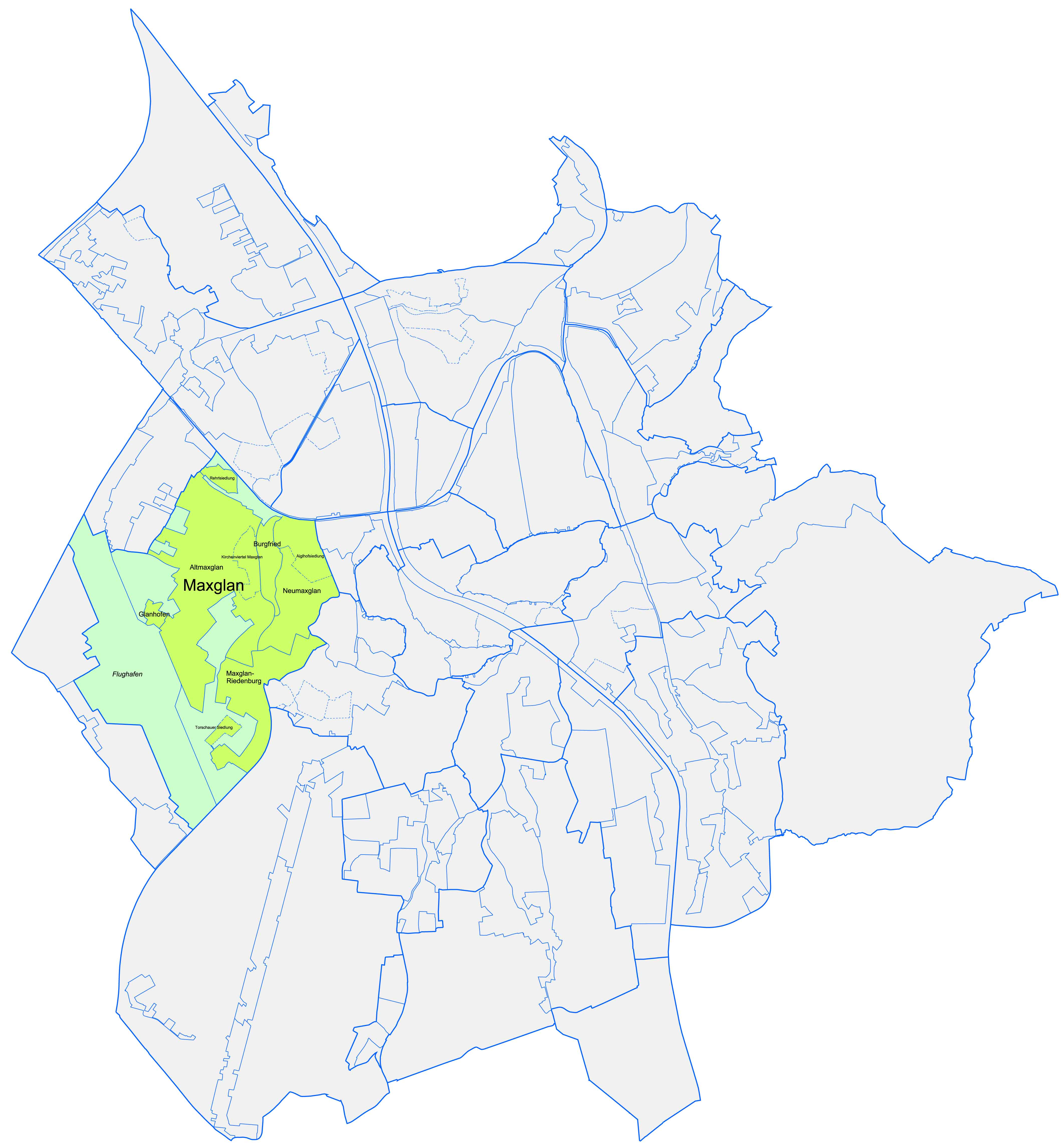
Der Stadtteil Maxglan

Maxglan ist ein Stadtteil der Landeshauptstadt Salzburg in Österreich.

## Geographie
Der geschlossene Siedlungsraum von Maxglan wird im Norden von der Westbahnlinie begrenzt, im Osten von der Linie Aiglhofstraße – Müllner Almkanalarm – Neutorstraße – Bräuhausstraße – Glan. Im Süden bilden die Wiesen des Salzburger Flughafens die Grenze, im Westen gegen Taxham hin die Rosa-Hofmann-Straße und die bis zur Bahn gedachte Verlängerung der Favoritagasse. Die Grenze zwischen Maxglan-Riedenburg und dem eigentlichen Stadtteil Riedenburg, der Bräuhausstraße wird dabei manchmal unterschiedlich gezogen. In Maxglan leben heute 14.000 Menschen. Maxglan ist damit der drittgrößte Stadtteil Salzburgs nach Liefering und Lehen.
Im späten 19. und frühen 20. Jahrhundert war Maxglan (nach der Bevölkerungszahl) die nach der Landeshauptstadt zweitgrößte Gemeinde des Landes Salzburg.

## Geschichte

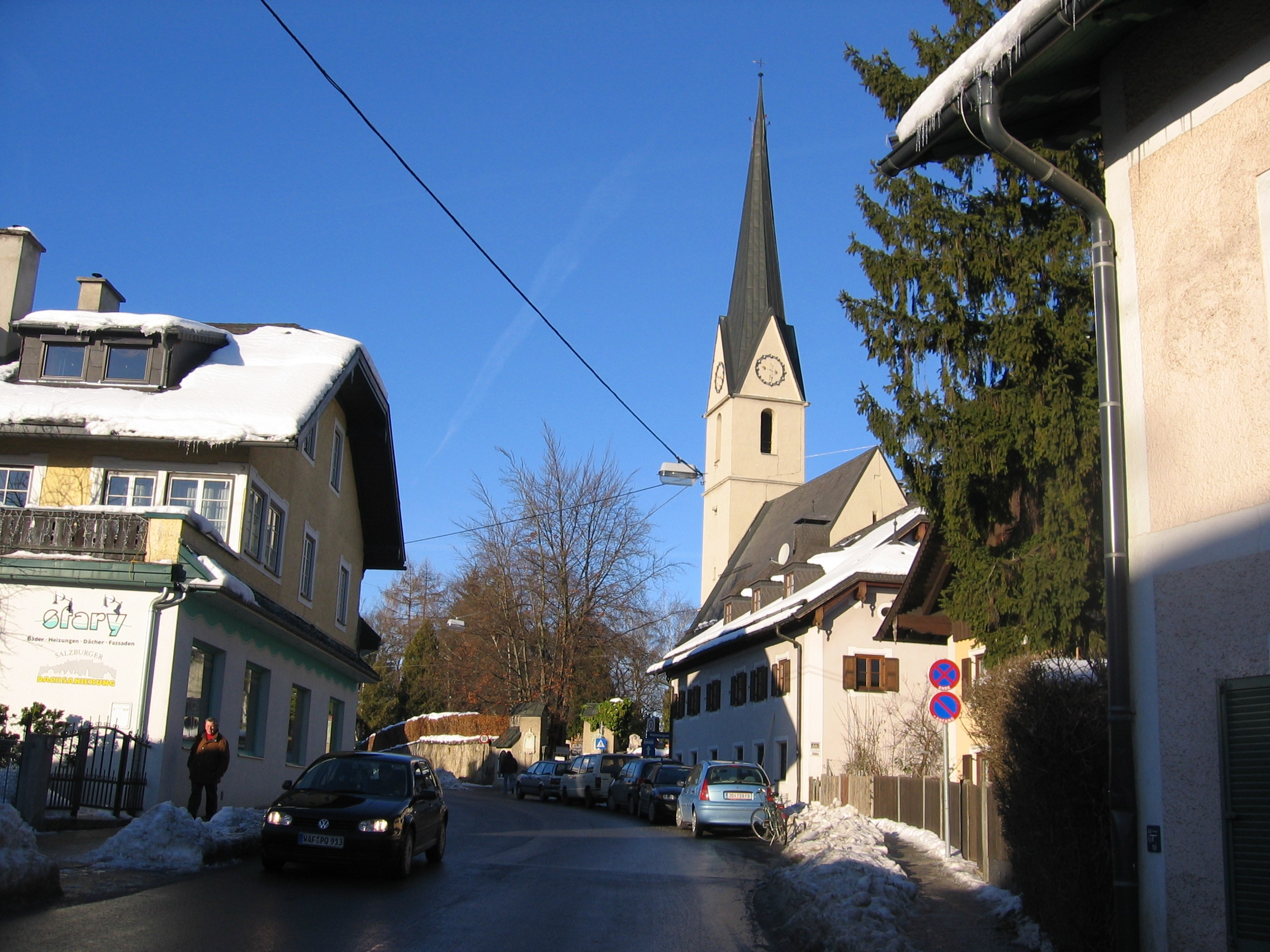
Maxglan, Kirchenviertel

Funde im Raum der einstigen Gemeinde Maxglan sind aus der Steinzeit, der Bronzezeit (Siedlungsreste) und der Hallstattzeit (Grabhügel mit Keramik, Schmuck und Waffen) gefunden worden. Aus römischer Zeit sind Grabfunde und auch Steinreliefe bekannt. Im Frühmittelalter hieß der Ort nach dem Bach Glan (1222: „huebe in glan“). Der Name Glan war also damals Bezeichnung für eine Ortschaft und gleichzeitig für einen Bach. Wohl seit dem 15. Jahrhundert hieß der Ort nach dem Kirchenpatron auch St. Maximilian. Die Gebeine des heiligen Maximilian von Celeia, dessen Gestalt historisch nicht belegt ist, wurden der Legende nach in der ersten Maxglaner Kirche nahe dem Bach Glan bestattet. Der Name St. Maximilian an der Glan, hieß später auch Maxlan und seit dem späten 18. Jahrhundert Maxglan. Der Ort war dank seiner fruchtbaren Ackerböden lange ein vergleichsweise wohlhabendes Bauerndorf, in dem aber auch viele Wäscher und Handwerker lebten.
Am 7. Juni 1935 wurde vom Salzburger Landtag die Erweiterung des Gebietes der Landeshauptstadt Salzburg beschlossen. Mit Wirksamkeit vom 1. Juli 1935 kam der Großteil der bisher eigenständigen Gemeinde Maxglan zur Stadt Salzburg. Einige Randflächen wurden an die umliegenden Gemeinden Wals, Siezenheim und Leopoldskron abgetreten, einige kleinere, von diesen Ortschaften abgetrennte und ebenfalls nach Salzburg eingemeindete Flächen werden hingegen seitdem als zum Stadtteil Maxglan gehörig aufgefasst.
Im Raum der heutigen Kendlersiedlung wurde 1939 unweit von Maxglan (am Schwarzgrabenweg westlich der Glan, heute Kräutlerweg) von den Nationalsozialisten das Zwangslager Salzburg-Maxglan für etwa 230 Insassen eingerichtet, in dem unter unwürdigen Bedingungen vorwiegend Sinti und Roma untergebracht wurden.

## Kultur und Sehenswürdigkeiten

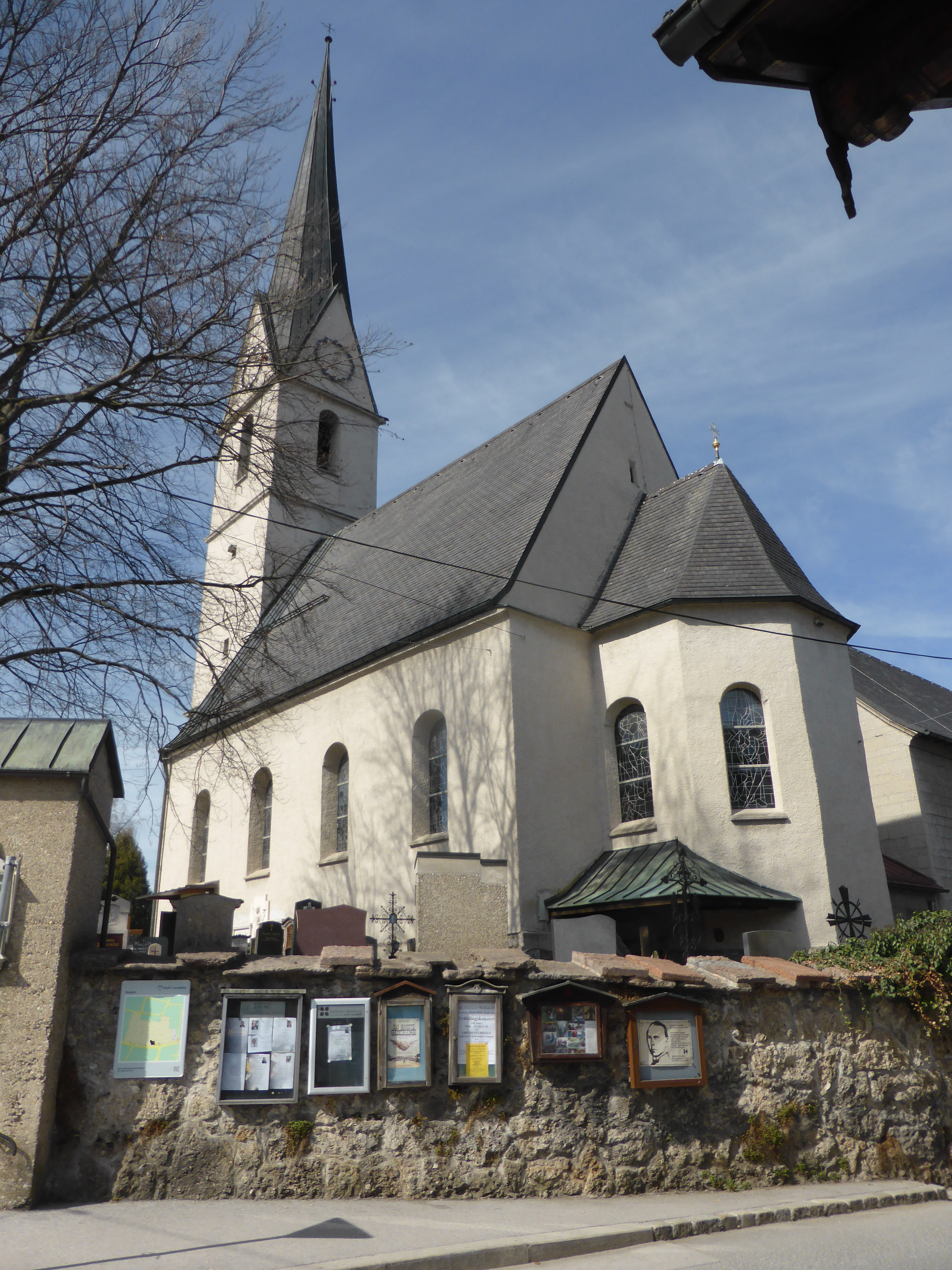
Pfarrkirche St. Maximilian

### Pfarrkirche St. Maximilian und Pfarrzentrum St. Benedikt
Urkundlich ist die Kirche seit 1323 erwähnt, die erst eine Filiale der Dompfarre war. 1516–1519 entstand dann der erste größere Kirchenbau unter Erzbischof Leonhard von Keutschach. In der Barockzeit wurde die Kirche mehrfach umgestaltet und erhielt vier barocke Altäre. Seit 1906 ist die Kirche Pfarrkirche. Die Uneinigkeit ob Neumaxglan eine eigene Kirche erhalten oder die alte Kirche erweitert werden sollte verhinderte etliche Jahrzehnte eine bauliche Erweiterung. Erst 1952–1956 konnte der heute noch bestehende Zubau vorgenommen werden, wodurch die Kirche mit ihren zwei Längsschiffen zu einer Doppelkirche wurde. Am alten Friedhofseingang ist auch ein alter römischer Grabstein zu bewundern.
Das Pfarrzentrum St. Benedikt entstand an der Stelle des alten Loiplgutes, wobei nach 1960 zuerst das alte Bauerngut trotz seines schlechten Bauzustandes für kirchliche Gemeindearbeit, vor allem die Jugendarbeit genutzt wurde. Im Jahr 1980 konnte das neue Pfarrzentrum eingeweiht werden. Der große Festsaal, Emmaussaal genannt, dient verschiedensten Aufgaben. Der Emmaussaal für 100 Personen, die sechs Räume für die Jugendarbeit, für die Seniorentreffen aber auch den Singkreis und Besprechungszimmer sind hier untergebracht.

### Friedhof

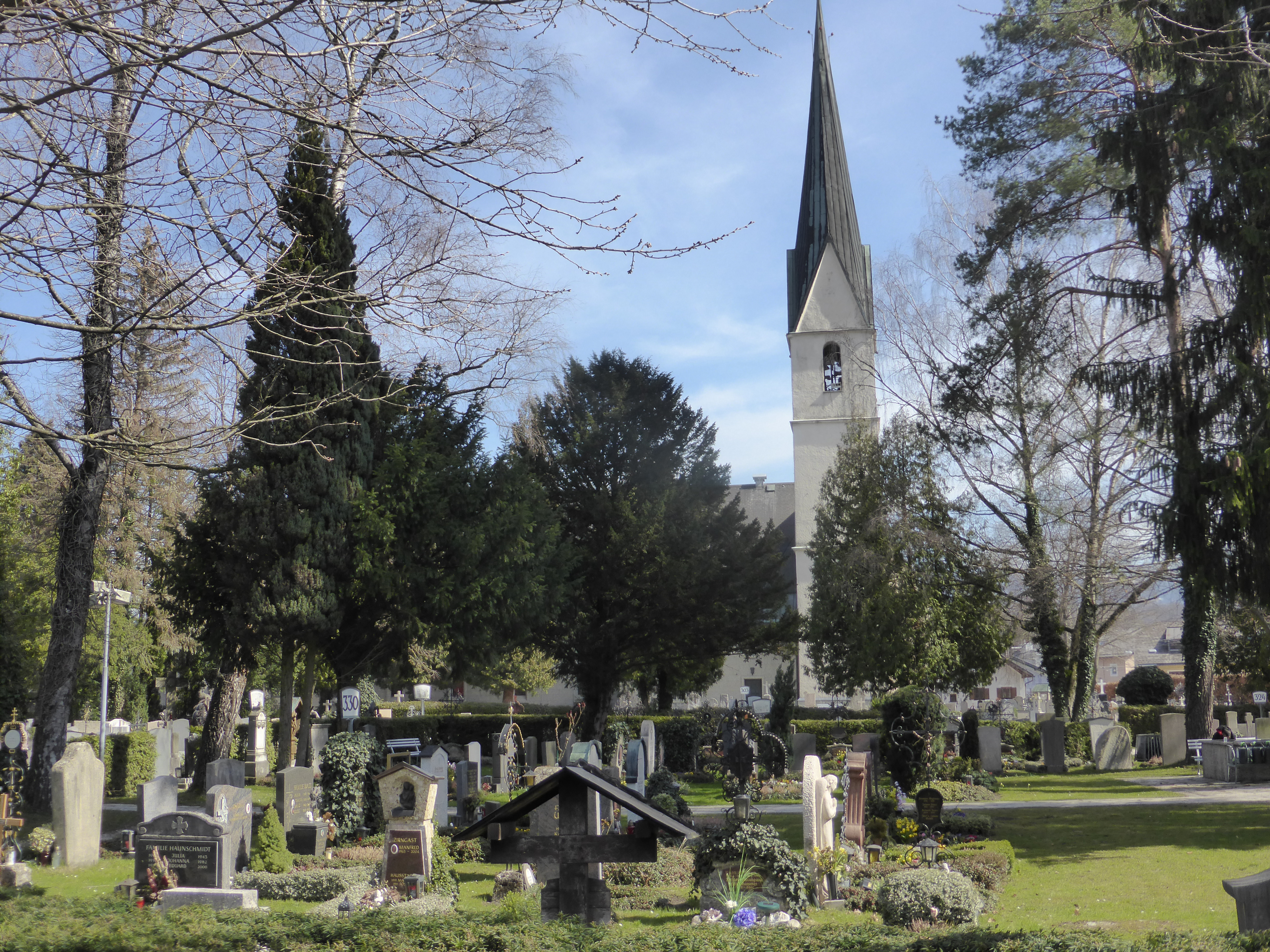
Friedhof Maxglan mit Blick auf die Pfarrkirche

Der Friedhof stammt in seinen Ursprüngen vermutlich aus dem 14. Jahrhundert. Er wurde 1519 gemeinsam mit dem damaligen Kirchenneubau neu geweiht. 1883 und 1901 erfolgten im Zuge des starken Wachstumes der Gemeinde erste Vergrößerungen des zuvor kleinen Dorffriedhofes. Beim Neubau der Kirche mussten etliche Gräber umgebettet werden, die Gräber wurden 1945–1949 in einem angrenzenden, von der Stieglbrauerei erworbenen Grundstück neu angelegt. 1958 wurde an jenem Ort, an dem das im Zweiten Weltkrieg durch Fliegerbomben zerstörte Karlbauerngut lag, ein Kriegerdenkmal errichtet, das 1960 geweiht wurde. Damals war der Friedhof längst wieder zu klein geworden und die Bevölkerung verlangte von der Stadtgemeinde rasch Abhilfe. Aber erst 1969 erfolgte auf einem Grundstück, das zuvor der Österreichischen Post gehört hatte, eine weitere Vergrößerung. 1975 wurde im Friedhof vom Architekten Erich Flir geplant die neue Aussegnungshalle errichtet. Die letzte Friedhofserweiterung fand nach 1990 statt.

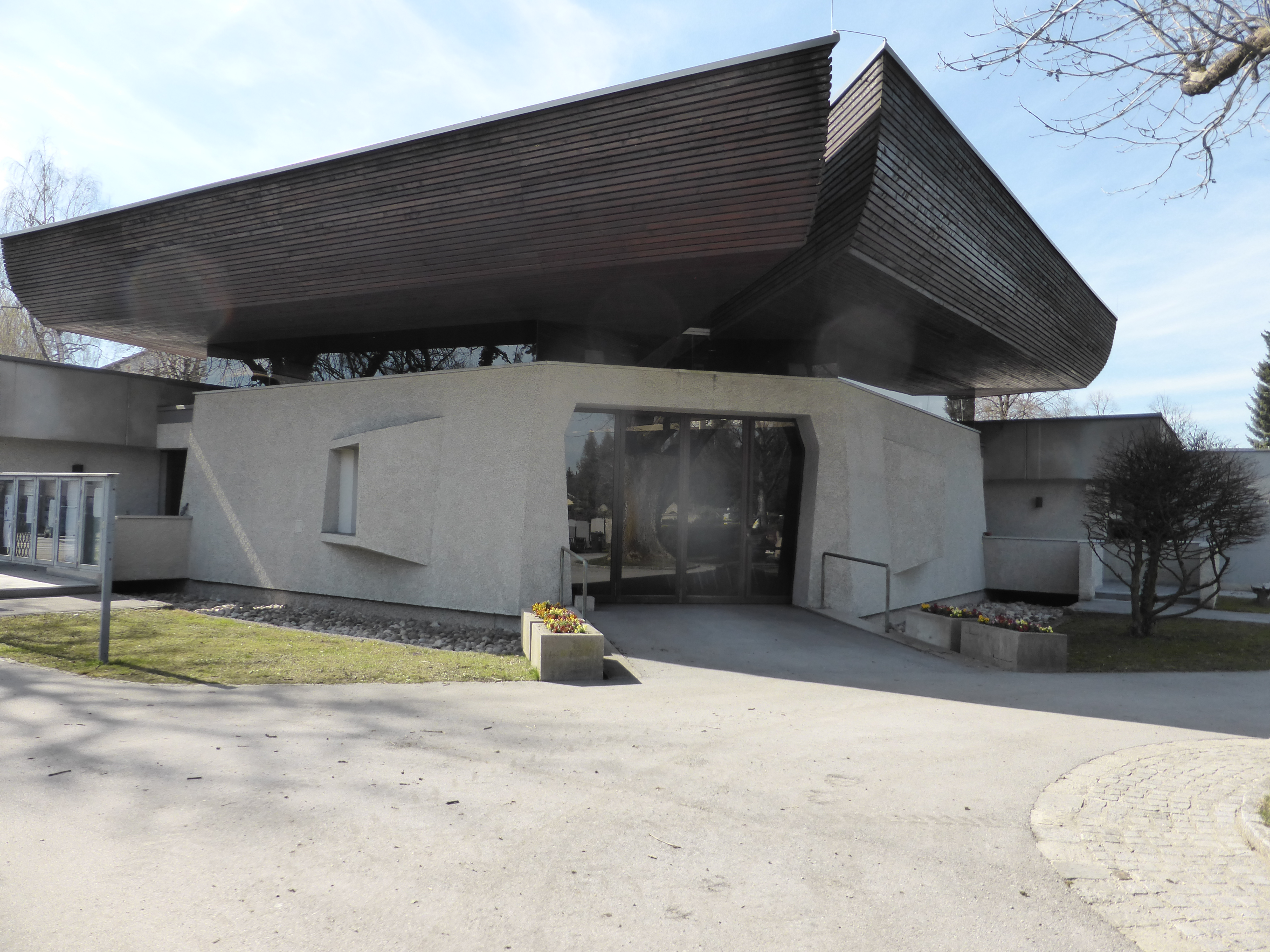
Aussegnungshalle am Friedhof Maxglan

Auf dem Maxglaner Friedhof wurde der 1994 beim Großen Preis von San Marino in Imola tödlich verunglückte Roland Ratzenberger bestattet. Auch der österreichische Schauspieler Hugo Lindinger sowie die Künstlerin Elli Stoi–Folk haben hier ihre Grabstätte.

### Film

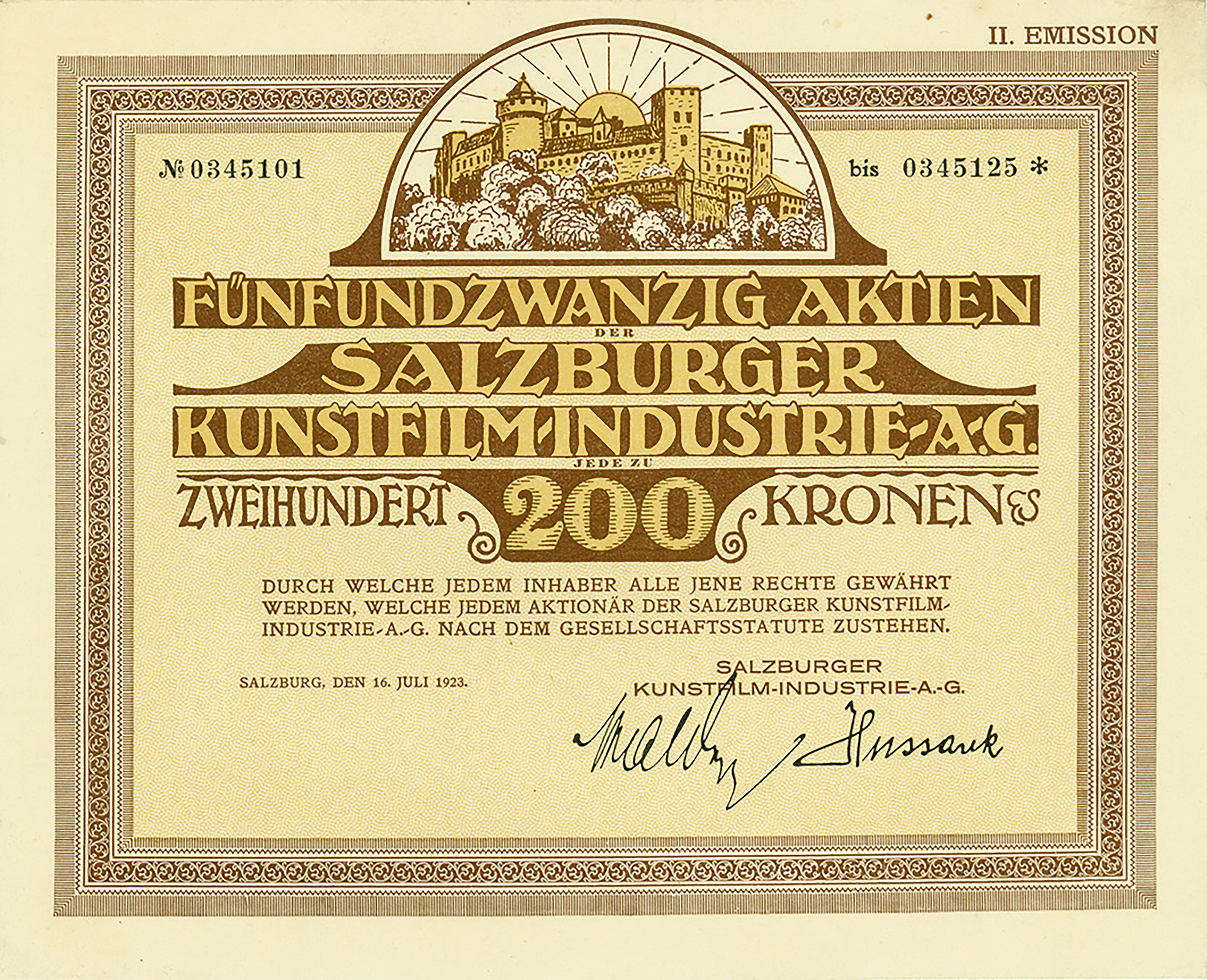
Aktie über 200 Kronen der Salzburger Kunstfilm-Industrie-AG vom 16. Juli 1923

Am 29. Dezember 1920 gründete sich mit der Salzburger Kunstfilm-Industrie-AG die erste Filmproduktionsgesellschaft des Landes Salzburg. Maßgebliche Betreiber waren der Filmregisseur Rudolf Oppelt (1893–1971) und der Maxglaner Brauereibesitzer Heinrich Kiener, der als Mitgründer unter anderem die Räumlichkeiten in den leer stehenden, landwirtschaftlichen Gebäuden der Stieglbrauerei zu Salzburg zur Verfügung stellte. Mit über 700 m² Nutzfläche war es damals, samt Garderoben, Laboratorium, Entwicklungs- und Kopieranstalt, technischem Büro und 5000 m² Freigelände das größte Filmatelier Österreichs. Das bis heute unverändert bestehende Studio zählt damit zu den ältesten Filmateliers der Welt.
Die erste Produktion war der Dokumentarfilm Die Festspiele 1921 mit historisch wertvollen Aufnahmen von den Salzburger Festspielen jenes Jahres. Der erste Spielfilm Die Tragödie des Carlo Prinetti entstand im Sommer 1921 und wurde am 29. Jänner 1924 in Wien uraufgeführt. Das turbulente Drama über das Leben eines Halleiner Salinenarbeiters, zu dem Rudolf Oppelt das Drehbuch verfasste, zeigte den aufkommenden Stummfilmstar Alphons Fryland (1889–1953) als Hauptdarsteller. Es war zugleich die letzte Produktion der Salzburger Kunstfilm, die, samt ihren Wiener Filialbetrieben – darunter einem Filmverleih – wegen der Filmwirtschaftskrise 1925 schließen musste.
Das 1927 von Franz Wolf eröffnete Lichtspielhaus Maxglan war zu seiner Zeit das zweitgrößte Kino Österreichs außerhalb der Bundeshauptstadt Wien nach dem Annenhofkino in Graz. Der Eintritt betrug zwischen 70 Groschen und 2 Schilling für den Logenplatz. In dem mit modernen Klapp-Fauteuils der Wiener Firma Thonet ausgestatteten Sälen konnte die Bevölkerung Maxglans und der angrenzenden Stadt Salzburg jeweils mittwochs, samstags sowie an Sonn- und Feiertagen die damals aktuellen Kinohighlights konsumieren.

## Unterteilung
Maxglan besteht aus folgenden Teilen: Altmaxglan mit der zentralen Kirchensiedlung und der randlichen Mühldorfstraßensiedlung, Burgfried, Neumaxglan mit der Aiglhofsiedlung, Maxglan-Riedenburg mit der Torschauersiedlung und Glanhofen.

### Altmaxglan
Maxglan war im frühen Mittelalter ein Bauerndorf, das sich um die Kirche St. Maximilian herum entwickelte. Ein hier gefundener und in der Südwand eingebauter Radlstein, Teil eines verloren gegangenen antik-römischen Reliefs belegt die alte Geschichte. Im nächsten Nahbereich finden sich aber auch bronzezeitliche und eisenzeitliche Funde.
- Kirchenviertel

Es wird im Westen vom Straßenzug Karlbauernweg, Michael-Filz-Straße und Trautmannstraße begrenzt und im Osten etwa vom Straßenzug Klessheimer-Allee, Münchner Bundesstraße und Neutorstraße. Im Kirchenviertel liegt neben der Kirche auch die Volksschule und der innere Teil des Friedhofes. Erhaltene Bauten vor 1830 sind
*im Norden das Leimtaschengut, das Zenzengut und das „Mesnergütl“ (das Mesnerhaus direkt bei der Kirche) und das Aberergütl.
*im Süden das Walcherjodlgut und das Lebitzgut.
- Rehrlsiedlung (Dr.-Franz-Rehrl-Siedlung)

Diese Siedlung ist nach dem verdienstvollen Salzburger Landeshauptmann (von 1922 bis 1938) Franz Rehrl benannt. Sie wurde mit maßgeblicher Unterstützung des damaligen Landeshauptmannes in den Jahren um 1935 errichtet. Viele der Häuser wurden nach gleichartigen Plänen gebaut. Dies ist an einigen nicht modernisierten Häusern noch erkennbar ist. Benannt sind die Straßen nach Orten im heute bayrischen Rupertigau, die bis 1803 zu Salzburg gehörten (Mühldorf, Ampfing bei Mühldorf). Die Chiemgaustraße erinnert an früheren Salzburger Besitzungen in diesem Raum und an das einstige fürsterzbischöfliche Eigenbistum Chiemsee.
Die Rehrl-Siedlung ist gemeinsam mit der Ullreich-Siedlung (Sam), der Dollfuß-Siedlung (Kendlersiedlung) und der Neustädter-Stürmer-Siedlung (Gneis-Moos) eines der damals größeren Wohnbauprojekte.

### Burgfried
Zum Namen: Der Burgfried war vermutlich ein uralter befestigter Zufluchtsort von Maxglan. „Burgfried“ (burccride) hieß der Schutzbereich eines Fürstenhofes, einer Stadt oder eines Marktes. Vielleicht lag der älteste befestigte Siedlungskern von Maxglan geschützt von der Glan unmittelbar westlich des heutigen Burgfrieds an der dortigen kleinen Terrassenkante. In der heutigen Lage zwischen Glan- und Mühlbach ist aber ein solcher befestigter Ort kaum vorstellbar.
Der Burgfried ist ein Maxglaner Stadtteil, der zwischen den lange großteils unverbauten Flächen zwischen Neumaxglan und Altmaxglan, in Richtung Aiglhof gelegen ist. Räumlich gesehen liegt Burgfried dabei inselartig zwischen der Glan und dem als Werkskanal abzweigenden und wieder in die Glan mündenden Maxglaner Mühlbach. Hier wohnten erhöht an der Glan in historischer Zeit verschiedene Wäscher und Handwerker. An historischen Wäscherhäusern sind (Stand 1830) hier zu nennen: Wäscherlenz (Burgfriedgasse 3, erhalten), Wäscher-Münzer-Haus, Wäscher-Brandhofer-Haus, Wäscher-Marx-Haus, Wäscher-Eglhamer-Haus, Putzwäscherhaus und das Wäscher-Gartner-Haus. Der Raum Burgfried selbst war bis um 1800 eine nasse, oft überschwemmte Weide. An diesen Abschnitt grenzt heute der Stölzlpark. Er ist benannt nach dem Maxglaner Bürgermeister, Landeshauptmann-Stellvertreter und Rechtsanwalt Arthur Stölzl, der in der großzügigen Villa Arthur wohnte, zu dessen Park der heutige Stölzlpark gehörte. In diesem Park befinden sich heute auch der Verkehrsgarten der Stadt Salzburg, ein Kindergarten und das Maxglaner Heimathaus.

### Neu-Maxglan
Neumaxglan ist ein Stadtteil, der wesentlich noch in der Gemeinde Maxglan zu Zeiten der Monarchie zwischen 1860 und 1914 entstand. Er liegt zwischen Maxglaner Mühlbach und dem Müllner Arm des Almkanales. Hier liegen die Sonderschule und die Hauptschule von Maxglan. Auch die große Stieglbrauerei siedelte sich hier 1863 an.
Vor 1850 bestand hier neben dem an der Glan gelegenen Rochusmeierhof nur ein Bauerngehöft, das Zillnergut. Der Zeit gemäß wurde diese Verbauung plangemäß und rasterartig als weitgehend dreigeschoßiger Einzelhausbau vorgenommen. Durch den Aufschwung Neumaxglans stieg die Maxglaner Bevölkerung von 1890 (3465 Einwohner) auf 7204 Einwohner im Jahr 1910 an. Das aufstrebende Neumaxglan und das behäbige Altmaxglan war lange recht gegensätzlich. So leisteten sich etwa beide Teile getrennte Feuerwehren. Die 1919 eröffnete Stieglbahn, eine ausschließlich dem Güterverkehr dienende Anschlussbahn, zog in der Folge weitere Betriebe an.
- Aiglhofsiedlung

Die Aiglhofsiedlung entstand am Rand zum Stadtteil Mülln auf den wesentlich zu Maxglan gehörigen Aiglhoffeldern und wird zusammen mit den angrenzenden, dicht verbauten Gebieten von Mülln und Lehen vielfach bereits als eigener kleiner Stadtteil wahrgenommen. Der Name leitet sich von dem sich bereits in Mülln befindlichen Aiglhof – auch Lindhof genannt – ab. Westlich des Aiglhofes beginnt der Stadtteil Lehen, nördlich liegt Mülln, östlich der Stadtteil Riedenburg. Innerhalb Maxglans grenzt das Gebiet an Burgfried und Neumaxglan.
Geprägt wird das dicht bebaute Wohngebiet von der Aiglhofstraße, samt der Aiglhofkreuzung und der Innsbrucker Bundesstraße, die nach der Ignaz-Harrer-Straße in Lehen als die Straße mit dem höchsten Verkehrsaufkommen in der Landeshauptstadt gilt. An Öffentlichen Einrichtungen befinden sich hier die Sonderschule Aiglhof I und im nahen Mülln die Volksschule sowie das Salzburger Landeskrankenhaus.
Die Verbauung der Aiglhoffelder wurde bereits 1927 in der damals noch eigenständigen Gemeinde Maxglan konkret geplant. Das preisgekrönte Siegerprojekt des Architekten Lois Welzenbacher (1889–1955) sah die Errichtung von 8.000 Wohnungen vor, konnte aus Geldmangel aber nicht verwirklicht werden.
Zu der in Salzburg herrschenden Wohnungsnot kam nach dem „Anschluss Österreichs“ an das Deutsche Reich noch der Bedarf an Unterkünften für die Umsiedler aus Südtirol und für die Offiziere des Wehrkreis-Generalkommandos XVIII hinzu. Im Rahmen eines neuen Aiglhof-Siedlungsprojektes entstanden bis 1941 drei Siedlungen, die Südtiroler-Siedlung (heute Aiglhof I), die Siedlung Hötzendorfstraße-Römergasse-Radetzkystraße (Aiglhof 2) und die direkt an die Aiglhofstraße grenzende, eigentliche Aiglhofsiedlung (Aiglhof 3).
Die Straßen im Aiglhof wurden großteils nach Generälen und Admirälen der Österreichischen Monarchie, wie beispielsweise Franz Conrad von Hötzendorf, Wilhelm von Tegetthoff, Eduard von Böhm-Ermolli und Viktor Graf Dankl von Krasnik benannt.
Die Aiglhofsiedlung ist mit den Linien 2 und 4 des Oberleitungsbus Salzburg sowie den Albus-Autobuslinien 20, 24 und 28 erreichbar. Mit der Inbetriebnahme der S-Bahn-Station Salzburg-Aiglhof im Bereich der Unterführung der Rudolf-Biebl-Straße ist der dicht verbaute Stadtteil seit dem Jahr 2009 an das Netz der Salzburger S-Bahn angeschlossen. Die Züge der Linien S2 und S3 halten im 15-Minuten-Takt und erreichen den Hauptbahnhof in wenigen Minuten.

### Maxglan-Riedenburg
Der südöstliche Teil von Maxglan wird Maxglan-Riedenburg genannt. Er bildet dabei das Bindeglied zum heute eigenständigen Stadtteil Riedenburg mit seiner zentralen Pfarrkirche St. Paul und wurde wesentlich nach dem Zweiten Weltkrieg verbaut. Zuvor gab es hier nur einzeln stehende Gehöfte entlang der Kendlerstraße und einige Wohnbauten entlang der kurzen Stichstraßen Höglstraße-Krailnstraße und Hagmüllerstraße-Waldstraße. Der heutigen Siedlungsraum zwischen Kendlerstraße und Glan wurde erst infolge der Begradigung und Kanalisierung der Glan bebaubar.

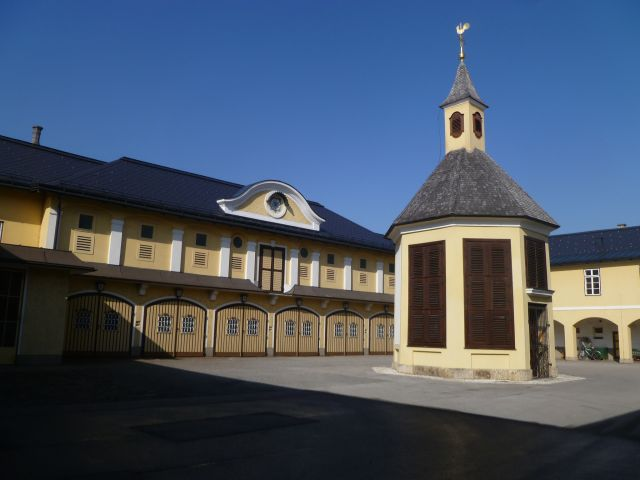
Rochus-Kapelle im Rochushof

- Der Rochushof und die Stieglbrauerei zu Salzburg

Der Brauereibetrieb war ursprünglich dort, wo derzeit noch das Gesundheitsamt der Stadt Salzburg untergebracht ist. Der Gasthof und die Brauerei lagen zuerst damit an der dortigen Stieglgasse, die ihrerseits an eine frühere Stiege zum dortigen Almkanal erinnert. Die Brauerei ist 1482 erstmals urkundlich erwähnt. 1863 übersiedelte diese Stieglbrauerei nach Maxglan-Riedenburg. Der Name des landwirtschaftlichen Betriebes der Stieglbrauerei, der Rochushof, erinnert an den Pestpatron, den heiligen Rochus und das dortige Pesthaus (Lazareth zum heiligen Rochus) samt Pestfriedhof, das Fürsterzbischof Paris Lodron 1636 hier errichten ließ. Sigismund Graf Schrattenbach baute das nicht mehr benötigte Pestspital zu einem Arbeitshaus um, von dem der lateinische Spruch „Abstine aut autine“ „Meide (die Straftat) oder leide (die Folgen)“ über dem dortigen Portal angebracht heute noch berichtet.
- Torschauersiedlung

Umgeben von Wiesenresten am Nordrand der Landebahn des Flughafens entwickelte sich ausgehend von einem ersten Siedlungskern am Torschauerweg, der schon um 1935 entstanden war, der kleine Siedlungsraum nach 1953 bis zur heutigen Größe. Der Name „Torschauersiedlung“ erinnert an den ehemals deutschen Ort Torschau in der Mittel-Batschka (Serbien), aus dem etwa 300 vertriebene „Volksdeutsche“ hier 1953 eine neue Heimat fanden. Die ersten sechs Häuser wurden hier von der ersten Donauschwäbischen Baugenossenschaft in Österreich „Neusiedler“ errichtet und auf Initiative und Antrag eines der Mitbegründer dieser Genossenschaft aus Torschau, Peter Henkel, als Torschauerweg genannt, nachdem das Amt der Salzburger Landesregierung dem Antrag auf diese Straßenbezeichnung zugestimmt hatte.

### Glanhofen
Glanhofen, eine kleine Gehöftgruppe, war bis 1935 eine rein bäuerliche Ortschaft im Gemeindegebiet von Maxglan. Heute liegt der alte Siedlungskern mit seinen kleinen Wohnbauten unmittelbar am Rand der Landebahn des Flughafens und unmittelbar an der stark befahrenen Innsbrucker Bundesstraße. Glanhofen wäre als eigenständiger Stadtteil viel zu klein, es tritt im Stadtgefüge als westlichster Teil des Stadtteiles Maxglan in Erscheinung.

## Wirtschaft
Im Gebiet von Maxglan befinden sich heute der Salzburger Flughafen, die Stieglbrauerei zu Salzburg und das Stammhaus der Spedition Lagermax.

## Sport
Für ein reges Vereinsleben sorgt der Arbeiter-Sportklub Salzburg, der mehrere Sektionen, darunter auch Fußball – einstmals gegründet als Sportklub Vorwärts Maxglan – unterhält. Die Frauenfußballmannschaft des ASK Maxglan war 2007/2008 Vize-Meister der 2. Liga Mitte. Seit dem Verlust der Heimstätte im Jahr 2007 spielt die Fußball-Landesligamannschaft des ASK in Liefering. Eine Heimkehr in den ursprünglichen Stadtteil wird angestrebt, lässt sich aber derzeit nicht verwirklichen. Die Damen des ASK Maxglan spielen ab 2008/09 in der Nachbargemeinde Wals-Siezenheim. Bis 2007 war die ASK-Sportanlage zudem auch Spielstätte des American Football Team Salzburg Bulls die nunmehr ihre Heimspiele auf der ASV-Anlage in Itzling austragen.
Nutznießer des Verlustes der Sportanlage des ASK ist der neugegründete SV Austria Salzburg, der seither das Sportzentrum ASKÖ Salzburg West als Heimstätte nutzt.
Dem Tennissport widmet sich der aus der Tennissektion des ASK entstandene TC ASKÖ Maxglan.
Seit 1902 gibt es den Turnverein Maxglan, den Weltmeisterschaftsteilnehmer wie Heinrich Ulamec und Andrea Schalk bekannt machten.

## Trivia
Maxglan ist Namensgeber des Maxglaner Zigeunermarsches von Tobi Reiser.